# Universal Naming Convention
Zasugerowano, aby zintegrować ten artykuł z artykułem Ścieżka dostępu. Nie opisano powodu propozycji integracji.
UNC (Universal Naming Convention) - konwencja zapisu ścieżki do udziału sieciowego (katalogu, urządzenia, pliku) w postaci:
\\nazwa_lub_adres_IP_serwera\nazwa_udziału_sieciowego\nazwa_katalogu\nazwa_pliku.roz
przykłady:
\\serwer1\uzytkownicy\kowalski\dokument1.doc
\\192.168.1.17\dokumeny\start.rtf